# Walter Seestern-Pauly
Walter Seestern-Pauly, auch Walther, vollständig Hans Hermann Walt(h)er Seestern-Pauly (* 4. Dezember 1829 in Schwarzenbek; † 21. November 1888 in Lübeck) war ein deutscher Jurist.

## Leben
Walter Seestern-Pauly war das älteste von acht Kindern des Amtmanns Friedrich Seestern-Pauly und seiner zweiten Frau Caroline Juliane (1810–1882), geb. von Stemann. Der Architekt Georg Seestern-Pauly war sein jüngerer Bruder.
Er besuchte das Katharineum zu Lübeck bis zum Abitur zu Ostern 1850 (gemeinsam mit seinem Bruder Georg) und studierte dann Rechtswissenschaften an den Universitäten Leipzig und Kiel. 1857 bestand er sein juristisches Examen. 1859 wurde er an der Universität Kiel zum Dr. jur. promoviert. Von Michaelis 1859 bis 1862 lehrte er als Privatdozent in Kiel. Seit 1874 praktizierte er als Rechtsanwalt am Oberlandesgericht Schleswig und am Landgericht Kiel sowie als Notar; er wurde im August 1882 zum Justizrat ernannt. 

## Schriften
- De quaestione, quanto modo heres, qui hereditatem inventario neglecto adiit, legata debeat? Kiel 1859 (Diss.)
- Das Grundbuch-Recht für die Provinz Schleswig-Holstein. Kiel: von Wechmar 1874, 2 Bände:

1. Theil; Commentar zu dem Gesetz von 27. Mai 1873 über das Grundbuchwesen und die Verpfändung von Seeschiffen in der Provinz Schleswig-Holstein.
2. Theil; Das Immobiliarsachenrecht in Schleswig-Holstein.
- Das von dem Vormund aufzunehmende Vermögensverzeichniss und die Anlegung der Capitalien der Minderjährigen. Kiel 1875
- Die protocollirten Gläubiger in der Provinz Schleswig-Holstein und der 1. October 1879: für Juristen und Nichtjuristen. Kiel: Lipsius & Tischer 1879
- Der § 1102 des Entwurfs eines Bürgerlichen Gesetzbuchs für das Deutsche Reich und die in Schleswig-Holstein, insbesondere in Altona ... zulässige Eintragung einer neuen Hypothek an die Stelle der erloschenen. Kiel, Leipzig: Lipsius & Tischer 1888
- Die Vortheile der aus den Schleswig-Holsteinischen Schuld- und Pfandprotocollen in die Grundbücher übertragenen Gläubiger und das in den Rückwirkungs-Vorschriften des Grundbuchrechts in Kassel enthaltene Princip : nebst Anhang: In Altona gilt, in Folge von Verordnungen aus der Zeit vor dem Grundbuchrecht, Zinsgarantie. Kiel [u. a.]: Lipsius & Tischer, 1888

Digitalisat